# تود كولينز (لاعب كرة قدم أمريكية)
تود كولينز (بالإنجليزية: Todd Collins)‏ هو لاعب كرة قدم أمريكية أمريكي، ولد في 27 مايو 1970 في نيو ماركت في الولايات المتحدة.

## وصلات خارجية
- تود كولينز على موقع مرجع كرة القدم المحترفة.كوم (الإنجليزية)